# William McNab
William McNab ( * 1780 - 1848 ) fue un botánico, horticultor, curador escocés. Trabajó extensamente en Kew Gardens, entre 1805 y 1810, y en el Real Jardín Botánico de Edimburgo, desde mayo de 1810 y hasta su deceso.
En 1834, Robert Brown (ca. 1767-1845) le pidió que lo acompañara en una gira por los Estados Unidos y Canadá. McNab guardó un diario de la gira, registrando las aventuras de esos dos exploradores botánicos en los bosques de América del Norte y las dificultades del viaje por mar, tierra y ríos, aunque sólo representa un breve resumen, incluyendo las de algunos de los árboles y plantas observadas y recogidas, publicándose (en, por ejemplo, la Revista Filosófica de Edimburgo de 1835, y en Transacciones de la Sociedad Botánica de Edimburgo).
Tanto William (1780 - 1848) como su hijo James (1810 - 1878), realizaron importantes contribuciones a la horticultura como curadores, sucesivamente, del Real Jardín Botánico de Edimburgo.
En 1843, hizo una expedición a Hong Kong donde realizó estudios florísticos.

## Algunas publicaciones
- william McNab, charles edwin Bessey. Botany; outlines of morphology, physiology and classification of plants. H. Holt & Cy, NY, 1881

## Honores

### Epónimos
- (Ericaceae) Macnabia Benth.[1]

- La abreviatura «McNab» se emplea para indicar a William McNab como autoridad en la descripción y clasificación científica de los vegetales.[2]